# University Peak (Alaska)
Der University Peak ist ein 4410 m hoher Berg der Eliaskette in Alaska nahe der Grenze zum kanadischen Territorium Yukon.
Er liegt im Wrangell-St.-Elias-Nationalpark im Einzugsgebiet des Copper River, 6 km südwestlich des Mount Bona und 61 km südöstlich von McCarthy.
Die Erstbesteigung fand am 19. Juni 1955 durch Keith Hart, Leon Blumer, Sheldon Brooks, Tim Kelly, Norman Sanders, Gibson Reynolds und R. Houston statt. Benannt wurde der Berg 1952 von Terris More, dem damaligen Präsidenten der Universität von Alaska.